# Ханс Лоевалд
Ханс Лоевалд (на немски: Hans Loewald) е немски психоаналитик и теоретик.

## Биография
Роден е на 19 януари 1906 година в Колмар, Германия (днес Франция). Баща му, който умира скоро след раждането му, е еврейски лекар с интереси в дерматологията и психиатрията, а майка му е добър музикант, който свири на пиано. Той учи философия заедно с Мартин Хайдегер, който му повлиява много за неговата теория за езика. През 40-те години Лоевалд заминава за Америка, където се запознава с идеите на Фройд. Той решава да не създава нова психоаналитична терминология, но въпреки това използва термините на Фройд, като им дава радикално нови значения.
Умира на 9 януари 1993 година на 86-годишна възраст.